# Транзитно-таймінгова варіація
Транзитно-таймінгова варіація (англ. Transit-timing variation) — це метод виявлення екзопланет шляхом спостереження за змінами часу транзиту. Це забезпечує надзвичайно чутливий метод, здатний виявляти додаткові планети в системі з масами, потенційно такими ж малими, як маса Землі. У щільно упакованих планетних системах гравітаційне тяжіння планет між собою змушує одну планету прискорюватися, а іншу сповільнювати на своїй орбіті. Прискорення спричиняє зміну орбітального періоду кожної планети. Виявлення цього ефекту шляхом вимірювання зміни відоме як варіації часу проходження. «Варіація часу» запитує, чи відбувається транзит зі строгою періодичністю, чи є варіація.
Перше значне виявлення нетранзитної планети з використанням варіацій часу проходження було здійснено за допомогою телескопа NASA Кеплер. Транзитна планета Kepler-19b показує транзитно-таймінгову варіацію з амплітудою 5 хвилин і періодом близько 300 днів, що вказує на наявність другої планети, Kepler-19c, період якої є майже раціональним, кратним період транзитної планети.